# Annals of Scottish Natural History
Annals of Scottish Natural History (abreviado Ann. Scott. Nat. Hist.) fue una revista con descripciones botánicas editada en Edimburgo. Se editaron 77 volúmenes entre  1892 y 1911.